# Salma Hayek
Salma Hayek-Jiménez (født 2. september 1966) er en mexicansk-amerikansk skuespillerinde med libanesiske rødder. Efter at have haft hovedroller i mexicanske tv-serier drog hun til Hollywood og havde biroller de næste par år, før hun fik sit gennembrud i Robert Rodriguez' film Desperado.
Hayek har blandt andet indspillet sin egen film Frida (en beretning om Frida Kahlos liv), hvor hun både havde hovedrollen og var filmens producent.
Hayek blev født i Coatzacoalcos, i delstaten Veracruz i Mexico. I 2009 giftede hun sig med franskmanden François-Henri Pinault, som hun i 2007 fik datteren Valentina Paloma Pinault sammen med.

## Film
- Eternals (2021)
- Here Comes the Boom (2012)
- Grown Ups (2010)
- Ugly Betty (tv-serie; producent og gæsterolle, 2006-2008)
- Bandidas (2006)
- Ask the Dust (2006)
- After the Sunset (2004)
- Once Upon a Time in Mexico (2003)
- Spy Kids 3-D: Game Over (2003)
- Frida (2002)
- Traffic (2000)
- Dogma (1999)
- Wild Wild West (1999)
- The Faculty (1998)
- Fools Rush In (1997)
- Klokkeren fra Notre Dame (1997)
- From Dusk till Dawn (1996)
- Follow Me Home (1996)
- Four Rooms (1995)
- Desperado (1995)
- Fair Game (1995)